# Аброта
Аброта (дав.-гр. Αβρώτη) — персонаж давньогрецької міфології, дочка Онхеста, сестра Мегарея, дружина Ніса, від якого народила Скіллу, Іфіною, Евріному.
Коли Ніс, цар Мегар, узяв її за дружину, то його піддані визнали Аброту як виключно розумну і надзвичайно стриману жінку. Коли вона померла, містяни носили траур по неї одностайно, а Ніс, бажаючи, щоб пам'ять про неї зберігалася вічно, наказав жінкам міста носити одяг, який вона носила. Він назвав одяг абротою. Оракул, коли мегаринські жінки хотіли змінити цей одяг, заборонив їм це зробити.